# 12695 Utrecht
12695 Utrecht è un asteroide della fascia principale. Scoperto nel 1989, presenta un'orbita caratterizzata da un semiasse maggiore pari a 2,5697320 UA e da un'eccentricità di 0,2490015, inclinata di 3,89476° rispetto all'eclittica.